# 네오 (프로게이머)
네오(본명: 문지원, 1998년 1월 23일 ~ )는 대한민국의 전직 리그 오브 레전드 프로게이머이다. 선수 시절 포지션은 정글이며 아이디는 Neo를 사용했다.

## 선수 시절
2014년 12월, KT 롤스터에 입단하면서 프로 커리어를 시작했다.
2015년 3월, 위너스에 입단했다. 스프링 시즌 챌린저스 2차 토너먼트에서 팀의 우승에 기여했다. 승강전에 진출했지만 LCK 승격에 실패했다.
2015년 7월, 롱주 IM에 입단했다. 롱주에서는 투신의 서브 선수로 활동하면서 간간히 출전을 기록했다.
2015년 11월, 에버8 위너스에 입단했다. 스프링 시즌 팀의 챌린저스 포스트시즌 진출에 기여했다. 2016년 5월, 팀에서 퇴단했다.
2017년 1월, 언솔드 스터프 게이밍에 입단했다. 2017시즌동안 팀의 주전 정글러로 활동했다. 스프링 시즌에는 팀의 포스트시즌 진출에 기여했다. 리프트 라이벌즈 2017에 참가했다. 리프트 라이벌즈에서 좋은 모습을 보여주면서 LJL의 우승에 기여했다.
2018년 1월, 마르코 마니악스에 입단했다.
2018년 2월, 갈락티코스에 입단했다. 하지만 팀은 강등되었다.
2019시즌을 앞두고 V3 e스포츠에 입단했다.
2020년 1월, 팀에서 퇴단했으며 이후 선수 은퇴를 선언했다.

## 소속팀
| # | 팀명                 | 소속 기간             | 소속 리그 | 비고 |
| - | -------------------- | --------------------- | --------- | ---- |
| 1 | KT 롤스터            | 2014~2015.02          | LCK       |      |
| 2 | 위너스               | 2015.03~2015.05       | CK        |      |
| 3 | 롱주 IM              | 2015.07~2015.10       | LCK       |      |
| 4 | 에버8 위너스         | 2015.11~2016.05.25    | CK        |      |
| 5 | 언솔드 스터프 게이밍 | 2017.01.12~2017.12.02 | LJL       |      |
| 6 | 마르코 매니악스      | 2018.01.25~2018.02.14 | TCS       |      |
| 7 | 갈락티코스           | 2018.02.14~2018.03.14 | TCL       |      |
| 8 | V3 e스포츠           | 2019.01.08~2020.01.05 | LJL       |      |

## 수상 내역
- 리그 오브 레전드 챌린저스 코리아 스프링 2015 2차 토너먼트 우승
- 리프트 라이벌즈 2017 우승